# Заслуженный металлург РСФСР
Заслуженный металлург РСФСР — почётное звание в СССР, учреждённое в 1975 году. В 1995 году указом Президента РФ заменено на звание «Заслуженный металлург Российской Федерации».

## Основания для награждения

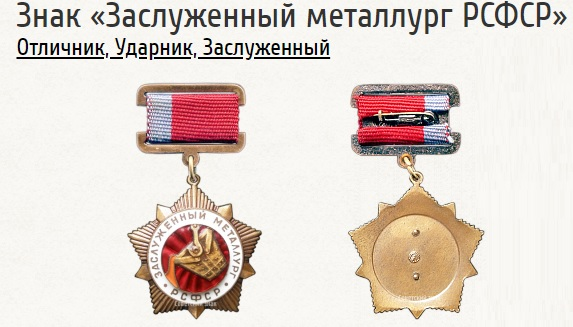
Две стороны нагрудного знака Заслуженный металлург РСФСР

Для награждения высокопрофессиональных рабочих, мастеров, инженерно-технических и научных работников организаций металлургии, в том числе научно-исследовательских, технологических и проектно-конструкторских организаций за заслуги в выполнении производственных заданий, в осуществлении инновационной деятельности, в снижении энергозатрат, повышении производительности труда и экологичности.
Звание присваивалось:
- рабочим ведущих профессий и мастерам, работающим не менее 10 лет у основных металлургических агрегатов, добившимся высоких показателей в производстве продукции, улучшении её качества и повышении производительности труда;
- рабочим, мастерам, инженерно-техническим работникам предприятий, объединений, научно-исследовательских, проектно-конструкторских и других организаций металлургии, а также аппарата министерств чёрной и цветной металлургии СССР, особо отличившимся в совершенствовании техники, технологии и организации производства и труда, внесшим значительный вклад в достижение высоких показателей по производству и улучшению качества продукции, повышению производительности труда и эффективности производства и работающим в указанной области не менее 15 лет;
- научным и научно-педагогическим работникам, работающим не менее 15 лет на предприятиях, в объединениях, научно-исследовательских, проектно-конструкторских и других организациях, учебных заведениях, внесшим значительный вклад в совершенствование техники, технологии и организации производства и труда, а также в подготовку кадров для металлургической промышленности.

Работники, имевшие звание «Почётный металлург», могли представляться к присвоению почетного звания «Заслуженный металлург РСФСР» не ранее, чем через 3 года после присвоения им звания «Почётный металлург».
Почетное звание «Заслуженный металлург РСФСР» присваивалось Президиумом Верховного Совета РСФСР по представлению Министерства чёрной металлургии СССР, Министерства цветной металлургии СССР, а также других министерств и ведомств СССР и РСФСР, в ведении которых находились соответствующие предприятия, организации, цеха и агрегаты.
К представлениям министерств и ведомств СССР и РСФСР должны были быть приложены заключения ЦК соответствующих профсоюзов.